# 首都高速八重洲線
首都高速八重洲線（日语：／ Shuto kōsoku Yaesu sen */?）是由日本東京都中央區神田橋系統交流道至汐留系統交流道的首都高速道路路線。中間夾著東京高速道路（KK線）。

## 概要
八重洲線北側區間為八重洲隧道，穿過東京站東側地下。利用八重洲線與KK線，可使都心環狀線上的車輛從神田橋系統交流道快速到達汐汐留系統交流道。
大型車禁止通行八重洲線與KK線全線，危險物裝載車輛禁止通行八重洲隧道。

### 路線編號
Y（八重洲線英語名稱Yaesu Route的第一個字。）

### 路線資料
「八重洲線」是一般所用的「路線稱呼」，非東京都的法定路線名。道路法上的法定路線名如下。
- 都道首都高速4號線（神田橋系統交流道 - 西銀座系統交流道）[3]
- 都道首都高速2號線（新橋[注 1] - 汐留系統交流道）[4]

## 历史
- 1964年8月2日：汐留系統交流道-銀座出入口通車[4]。與KK線連通[5]。
- 1973年2月15日：神田橋系統交流道-西銀座系統交流道通車，全線通車[3]。
- 2012年（平成24年）7月8日：配合環狀2號線（日语：東京都市計画道路幹線街路環状第2号線）隧道工程，汐留系統交流道 - KK線新橋出入口間長期封閉[6]。
- 2013年（平成25年）12月15日：汐留系統交流道 - KK線新橋出入口間解除封閉。
- 2016年（平成28年）4月1日：常盤橋出入口封閉[7]。

### 配合工程的長期封閉
2012年（平成24年）7月8日起，配合東京都市計畫道路幹線街路環狀第2號線隧道建設工程，進行八重洲線橋墩基礎替換工程以避免干涉隧道結構，東京高速道路新橋出入口 - 首都高速八重洲線汐留系統交流道區間長期封閉。無ETC車輛要從首都高都心環狀線內回前往八重洲西停車場與日本停車中心時，須從汐留出口的臨時乘繼所取得乘繼券後離開至一般道路，接著從東京高速道路新橋出入口進入東京高速道路。在西銀座系統交流道遞交乘繼券回到八重洲線（ETC車輛通過ETC車道即可）。另外，由於無法再透過八重洲線與東京高速道路連通都心環狀線竹橋系統交流道方向與都心環狀線濱崎橋系統交流道方向，因此預計都心環狀線江戶橋系統交流道將有堵塞的狀況發生。原先預估在2014年（平成26年）2月解除封閉，但在審視工法縮短工期後，提前至2013年（平成25年）12月結束。同年12月15日上午8點正式開放。

## 出入口
全線都位於日本東京都內。
| 出入口編號                     | 中文設施名                      | 日文設施名 | 英文設施名                 | 接續路線名                                                           | 起點起計（公里） | 備註                                    | 所在地      |
| ------------------------------ | ------------------------------- | ---------- | -------------------------- | -------------------------------------------------------------------- | ---------------- | --------------------------------------- | ----------- |
| -                              | 神田橋JCT                       |            |                            | 首都高速都心環狀線 北池袋、新宿方向                                  | 0.0              |                                         | 千代田區    |
| 40P/41P                        | 常盤橋出入口                    |            |                            | 只限直接連結日本停車中心停車場                                       | 0.5              | 2016年4月1日關閉 北池袋、新宿方向出入口 | 千代田區    |
| 42P                            | 八重洲出入口                    |            |                            | 直通東京站八重洲停車場及東京中城八重洲地下停車場（只限羽田方向出口） | 1.0              | 北池袋、新宿方向出入口                  | 中央區      |
| 43P                            | 八重洲出入口                    | 1.1        | 新橋、羽田、目黑方向出入口 | 直通東京站八重洲停車場及東京中城八重洲地下停車場（只限羽田方向出口） |                  |                                         | 中央區      |
| -                              | 八重洲乘客下車口                |            |                            | 接送乘客設備                                                         |                  |                                         | 中央區      |
| 44                             | 丸之內出口                      |            |                            | 東京都道406號皇居前鍛冶橋線                                          | 1.4              | 來自北池袋、新宿方向的出口              | 中央區      |
| -                              | 西銀座TB/西銀座乘繼所 西銀座JCT |            |                            | (D8)東京高速道路                                                     | 1.8              |                                         | 中央區      |
| 此段為(D8)東京高速道路（KK線） |                                 |            |                            |                                                                      |                  |                                         |             |
| -                              | 汐留乘繼所                      |            |                            |                                                                      |                  |                                         | 中央區 港區 |
| -                              | 汐留JCT（併設汐留出入口）       |            |                            | 首都高速都心環狀線 羽田、目黑方向                                    |                  | 濱崎橋JCT方向出入口                     | 中央區 港區 |

## 首都高速與KK線的的轉換
由神田橋系統交流道至汐留系統交流道之間屬別間企業的KK線，為避免重複支付首都高速通行費，在「首都高速駛入KK線乘繼所」取得乘繼券的10分以內至「KK線駛入首都高速乘繼所」可不用再支付費用。
使用ETC的車輛直接利用ETC車道，不須領取乘繼券。

## 交通量
24小時交通量（台）　道路交通調查
| 區間                            | 平成17（2005）年度 | 平成22（2010）年度 | 平成27（2015）年度 |
| ------------------------------- | ------------------ | ------------------ | ------------------ |
| 神田橋系統交流道 - 常盤橋出入口 | 無資料             | 20,015             | 11,948             |
| 常盤橋出入口 - 八重洲出入口     | 無資料             | 20,013             | 12,783             |
| 八重洲出入口 - 丸之內出口       | 無資料             | 19,769             | 10,716             |
| 丸之內出口 - 西銀座系統交流道   | 無資料             | 19,323             | 9,980              |
| 汐留乘繼所 - 汐留系統交流道     | 無資料             | 無資料             | 無資料             |

（來源：「平成22年度道路交通センサス （页面存档备份，存于）」・「平成27年度全国道路・街路交通情勢調査 （页面存档备份，存于）」（國土交通省網頁））
- 令和2年度預定實施的交通量調査因嚴重特殊傳染性肺炎的影響而延期[12]。

### 備註
1. ↑  KK線的連結處（蓬萊橋）

## 外部連結
- 首都高速道路株式會社 （页面存档备份，存于）